# FAM129A
Protein Niban là protein ở người được mã hóa bởi gen FAM129A. Paralog của protein bao gồm FAM129B và FAM129C.